# Emil Mangold
Emil Mangold (* 12. Mai 1867 in Wiesbaden; † 17. Mai 1945 in Kassel) war ein deutscher Politiker und Oberbürgermeister von Saarbrücken.

## Leben
Mangold wurde 1867 als Sohn des Rechnungsrates Heinrich Ludwig Mangold in Wiesbaden geboren. Er besuchte das humanistische Gymnasium und legte dort 1886 sein Abitur ab. Anschließend studierte er Rechts- und Wirtschaftswissenschaften in Heidelberg, Berlin und Marburg. 1889 legte er die erste juristische Staatsprüfung ab und wurde Gerichtsreferendar. Seinen Militärdienst leistete er als Einjährig-Freiwilliger. Am 24. November 1894 bestand er die zweite juristische Staatsprüfung und wurde Gerichtsassessor am Amtsgericht Wiesbaden. 1895 wurde er zum dritten Beigeordneten der Stadt Wiesbaden gewählt. Im März 1902 wurde er besoldeter Beigeordneter der Stadt Düsseldorf und im Oktober 1907 erster Beigeordneter der Stadt; er heiratete dort 1904 Erna Ruthemeyer.
Am 6. Mai 1909 wurde er zum Bürgermeister von Saarbrücken gewählt und im Juni des gleichen Jahres in das Amt eingeführt. Er war damit der erste Bürgermeister der neuen Großstadt Saarbrücken, die kurz zuvor durch Zusammenschluss der Städte Saarbrücken, St. Johann (Saar) und Malstatt-Burbach entstanden war. Am 23. November 1910 wurde ihm durch königlichen Erlass der Titel Oberbürgermeister verliehen. 1911 wurde er Vorstandsmitglied des Deutschen Städtetages.
Am 4. März 1919 kündigte der Oberbefehlshaber der französischen Militärverwaltung General Joseph Andlauer die Ablösung Mangolds an, am 28. März 1919 wurde er durch eine Verfügung Marschall Fochs des Amtes enthoben. Am 8. April 1919 wurde Mangold in das unbesetzte Reichsgebiet ausgewiesen und zog nach Darmstadt. Ab 1929 lebte Mangold mit seiner Familie in Kassel, wo er 1945 starb.